# Winston Mankunku Ngozi
Winston Monwabisi "Mankunku" Ngozi (1943 – 13 de octubre de 2009) fue un famoso saxofonista tenor de la República Sudafricana.

## Primeros años
Nació en Retreat, Ciudad del Cabo, en 1943, siendo el primer hijo de una familia de músicos. Comenzó a tocar el piano a los siete años, y posteriormente el clarinete y la trompeta. Como adolescente aprendió a tocar el saxofón alto y tenor. Cita como sus principales influencias a John Coltrane, el saxofonista local "Cups & Saucers", el pianista Merton Barrow, así como al bajista Midge Pike.

## Carrera
Mankunku decidió permanecer en su Ciudad del Cabo natal durante el apartheid. Esto supuso que fue afectado por las leyes de segregación racial. Una anécdota clásica cuenta que llegó a tocar con una banda completamente formada por blancos en el ayuntamiento de ciudad del cabo en 1964, donde, debido a que las bandas mixtas eran ilegales, fue obligado a tocar tras una cortina para no estar a la vista.
En 1968 grabó el famoso éxito "Yakhal' Inkomo", con Early Mabuza, Agrippa Magwaza yLionel Pillay. Ganó el premio Castle Lager al músico de jazz del año en 1968. Otro músico con el que colaboró habitualmente fue Abdullah Ibrahim.

## Fallecimiento
Falleció el 13 de octubre de 2009 tras una prolongada enfermedad.

## Discografía
- Yakhal’ Inkomo (1968, con Lionel Pillay, Agrippa Magwaza, Early Mabuza)
- The Bull and The Lion (1976, with Mike Makhalemele, Trevor Rabin, Ronnie Robot and Neil Cloud)
- Winston Mankunku & Mike Perry Jika (1987, con Richard Pickett, Mike Campbell, Bheki Mseleku, Russell Herman, Claude Deppa, Lucky Ranku)
- Winston Mankunku & Mike Perry Dudula (1996, con Spencer Mbadu, Richard Pickett, Errol Dyers, Charles Lazar, Buddy Wells, Marcus Wyatt, Graham Beyer, The Merton Barrow String Quintet)
- Molo Africa (1997–1998, with Feya Faku, Tete Mbambisa, Errol Dyers, Basil Moses, Lionel Beukes and Vusi Khumalo)
- Abantwana be Afrika (2003, with Andile Yenana, Herbie Tsoaeli, Prince Lengoasa and Lulu Gontsana)